# ادگار بنت (بازیکن فوتبال انگلیسی)
ادگار بنت (انگلیسی: Edgar Bennett; ۲۹ مارس ۱۹۲۹ – ۱ سپتامبر ۲۰۰۸) بازیکن فوتبال بود.
از باشگاه‌هایی که در آن بازی کرده‌است می‌توان به باشگاه فوتبال چلمزفورد سیتی اشاره کرد.